# Avengers: Age of Ultron
Avengers: Age of Ultron (titulada Avengers: Era de Ultrón en Hispanoamérica y Vengadores: La era de Ultrón en España) es una película de superhéroes estadounidense de 2015 basada en el equipo de Marvel Comics los Vengadores, producida por Marvel Studios y distribuida por Walt Disney Studios Motion Pictures. Es la secuela de The Avengers (2012) y la undécima película del Universo cinematográfico de Marvel (UCM). La película fue escrita y dirigida por Joss Whedon, y cuenta con un reparto coral que incluye a Robert Downey Jr., Chris Hemsworth, Mark Ruffalo, Chris Evans, Scarlett Johansson, Jeremy Renner, Don Cheadle, Aaron Taylor-Johnson,  Elizabeth Olsen, Paul Bettany, Cobie Smulders, Anthony Mackie, Hayley Atwell, Idris Elba, Stellan Skarsgård, James Spader y Samuel L. Jackson. En Avengers: Age of Ultron, los Vengadores combaten a Ultrón, una inteligencia artificial obsesionada con causar la extinción de la humanidad.
La secuela fue anunciada en mayo de 2012, luego del estreno exitoso de The Avengers. Whedon, director de la primera película, regresó en agosto y se fijó una fecha de estreno. Para abril de 2013, Whedon había completado un borrador del guion, y el casting comenzó en junio con la renovación del contrato de Downey. El rodaje de la segunda unidad comenzó en febrero de 2014 en Sudáfrica y la fotografía principal se realizó entre marzo y agosto de 2014. La película se rodó principalmente en los Estudios Shepperton en Surrey, Inglaterra, con escenas adicionales rodadas en Italia, Corea del Sur, Bangladés, Nueva York, y varias ubicaciones de Inglaterra. En posproducción, la película fue convertida a 3D y se añadieron más de 3000 tomas de efectos visuales. Con un presupuesto estimado de $316 millones, es la segunda película más costosa de la historia.
Avengers: Age of Ultron tuvo su premier en Los Ángeles el 13 de abril de 2015, y se estrenó el 1 de mayo de 2015 en Estados Unidos, en 3D y IMAX 3D. La película recibió reseñas generalmente positivas de los críticos y recaudó más de $1400 millones mundialmente, convirtiéndose en la cuarta película más taquillera de 2015 y la quinta más taquillera de la historia. Dos secuelas, tituladas Avengers: Infinity War y Avengers: Endgame, se estrenaron en abril de 2018 y 2019, respectivamente.

## Argumento
En un país de Europa del Este llamado Sokovia, Los Vengadores conformados por Tony Stark, Steve Rogers, Thor, Bruce Banner, Natasha Romanoff y Clint Barton atacan una fortaleza de HYDRA, con la misión de recuperar el Cetro de Loki de manos del Barón Wolfgang Von Strucker, quien ha estado experimentando con humanos usando su poder. Pese a los esfuerzos de Strucker por ocultar a sus dos únicos éxitos —los gemelos Pietro Maximoff, que posee súper velocidad, y Wanda Maximoff, que puede manipular mentes y proyectar energía— ambos terminan enfrentándose a los héroes y escapan. A su vez Pietro hace que Barton sea herido, mientras Strucker es capturado.
En la base de los Vengadores, la Dra. Helen Cho usa su tecnología de impresión de tejido orgánico sintético para curar a Barton, mientras Stark y Banner descubren una Inteligencia artificial dentro de la gema del cetro, y deciden usarlo secretamente para completar el programa de defensa global llamado "Ultron" por presión de Stark, cuya paranoia por una segunda invasión había sido revivida por los poderes de Wanda. Los Vengadores posteriormente realizan una fiesta de celebración junto a varios de sus amigos y conocidos, incluyendo Maria Hill, James Rhodes, la Dra. Cho y Falcon. La inteligencia Ultron, creyendo que debe eliminar a la humanidad para salvar a la Tierra, elimina la inteligencia artificial J.A.R.V.I.S. y ataca a los Vengadores interrumpiendo su fiesta de celebración.
Habiendo escapado con el cetro, Ultrón usa los recursos de Strucker en su base de Sokovia para construirse un cuerpo avanzado y un ejército de robots. Poco después de matar a Strucker, recluta la ayuda de los Maximoffs, quienes le guardan resentimiento a Stark cuyas armas son responsables de la muerte de sus padres. Ultrón le promete a Pietro que ellos le harán daño a los Vengadores, pero Wanda los hará pedazos desde adentro. Juntos, visitan al traficante de armas Ulysses Klaue en Sudáfrica para obtener el metal vibranium. Cuando llegan los Vengadores para tratar de detenerlos, Wanda aturde a casi todo el equipo, excepto Stark y Barton, con visiones de sus temores, causando que Hulk pierda el control y obligando a Stark a detenerlo con su armadura Verónica (Hulkbuster), El término Hulkbuster nunca es utilizado en la película y en su lugar la armadura es simplemente apodada "Verónica". El director de la película Joss Whedon explicó que esto fue en referencia a los cómics de Archie. En medio del enfrentamiento Stark trata de mantener a raya a Hulk mientras intenta alejar a los civiles de la batalla, sin embargo, le es imposible evitar la destrucción a gran escala en las calles hasta que Hulk empieza a despertar del hechizo de Wanda y aprovecha su distracción para noquearlo.
A causa del descontento mundial generado hacia el equipo, consecuencia del daño producido por Hulk en Johannesburgo y al daño mental que recibieron de Wanda, Barton refugia al equipo en la granja secreta donde vive con su esposa embarazada Laura y sus hijos Lila y Cooper. Thor, intrigado por un sueño profético relacionado con Asgard que tuvo, busca al Dr. Erik Selvig para que lo ayude a recrear su visión, mientras que Romanoff y Banner planean fugarse juntos al estar conscientes de su mutua atracción. Rogers y Tony comienzan a acentuar sus diferencias debido a lo que pasó con Ultrón y el que Tony lo ocultara al grupo. Poco después, Tony es visitado en secreto por Nick Fury, quien lo alienta a enfrentarse a Ultrón.
En Seúl, Ultrón lava el cerebro a la Dra. Helen Cho para que combine su tecnología de tejido orgánico sintético, vibranium y la gema del cetro, para crear un cuerpo perfecto para él. Mientras Ultrón carga su conciencia dentro del cuerpo orgánico sintético en desarrollo, Wanda es capaz de leer su mente; descubriendo su plan para destruir a la humanidad, como resultado los Maximoff abandonan a Ultrón. Rogers, Romanoff y Barton localizan a Ultrón y son capaces de arrebatarle el cuerpo orgánico sintético con la intervención de los gemelos, pero Ultrón captura a Romanoff y escapa. Posteriormente Wanda ayuda a detener un tren fuera de control, mientras Pietro rescata a los civiles.
En la base de los Vengadores Stark quiere "enmendar" su error al proponerle a Banner fusionar a su AI personal, J.A.R.V.I.S. —quien había escapado del ataque de Ultrón y terminó ocultándose en el Internet— en el cuerpo bio-artificial con las porciones de la consciencia de Ultron que este había logrado cargar en su cerebro y así crear un nuevo ente que los ayude. Esto provoca un enfrentamiento con Rogers quien está en desacuerdo del plan de sus compañeros e intenta destruir el cuerpo antes que se active, pero la pelea es interrumpida por Thor quien ayuda a terminar el plan de Stark que resulta en el nacimiento de un bio-androide con poderes místicos.
El asgardiano explica a los presentes que Selvig le ayudó a propiciar una visión que le enseñó que la gema del cetro, ahora ubicada en la frente del ser resultante, es una de las seis Gemas del Infinito, los objetos más poderosos que existen y que con la Gema de la Mente de su lado podrán hacerle frente a Ultrón. El bio-androide, que decide usar el nombre de "Visión", se muestra como un ser pacífico y respetuoso con la vida, pero consciente de que destruir a Ultrón es una necesidad para el bien del mundo, por lo que desea ayudarlos y aunque los Vengadores inicialmente se muestran recelosos, al ver que puede tomar a Mjolnir lo aceptan y junto a los Maximoff viajan a Sokovia, donde Ultrón ha usado el vibranium para construir una máquina que hizo levitar una parte de la ciudad para usarla a modo de un meteorito para crear una colisión que extinga la vida en la Tierra.
Banner rescata a Romanoff, quien despierta a Hulk para unirse a la batalla y pese a que los Vengadores logran enfrentarse al ejército de Ultrón se ven obligados a considerar sacrificarse junto a la ciudad y los civiles a medida que el "meteorito" se eleva, pero gracias a la llegada de Fury en el Helicarrier con el apoyo de Maria Hill, James Rhodes y algunos agentes de S.H.I.E.L.D. son capaces de evacuar a los habitantes. Una vez que los civiles son evacuados, los Vengadores se enfrentan al ejército de robots hasta que Stark, Thor y Visión unen sus fuerzas y atacan al cuerpo principal de Ultrón mientras el resto del ejército de Ultrón es eliminado por War Machine y Visión. Tras la aparente derrota de Ultrón, el equipo se prepara para abandonar el meteorito y detonarlo, mientras Wanda protege la máquina que activará la caída de la ciudad, sin embargo, Ultrón escapa en el Quinjet y lo usa para intentar acribillar a Barton, pero Pietro lo protege a costa de su vida dejando a Wanda devastada.
Hulk pone a salvo a Romanoff a bordo del Helicarrier y lanza a Ultrón del Quinjet, Rogers lleva el cuerpo de Pietro a un Helicarrier y Barton descansa junto a él, mientras que una vengativa Wanda aparece y destruye el cuerpo principal de Ultrón, permitiéndole a uno de sus drones activar la máquina que desploma la ciudad. No obstante, Stark y Thor sobrecargan la máquina y detonan la ciudad antes de caer al suelo mientras Wanda es rescatada por Visión. Poco después, Visión confronta al último cuerpo de Ultrón, un robot averiado y lo destruye.
Tras la batalla el equipo vuelve a dividirse: Barton, ahora retirado, regresa con su familia; Banner se convierte en un fugitivo de nuevo, escapa en el Quinjet y abandona sus planes de fugarse con Natasha; Romanoff se entera de que Barton le puso de nombre a su hijo recién nacido "Nathaniel Pietro Barton" en honor a ella y Pietro; Thor regresa a Asgard para aclarar sus dudas de su sueño profético, mientras que Stark decide retirarse nuevamente de ser un héroe. Rogers y Romanoff por otra parte se instalan en una nueva base de los Vengadores dirigida por Fury, Hill, Cho y Selvig donde se convierten en los mentores de un nuevo equipo de Vengadores conformados por: War Machine, Falcon, Visión y Wanda.
En una escena en mitad de créditos, el malvado Titán Thanos, insatisfecho por el fracaso constante de sus peones, empuña el Guantelete del Infinito y se compromete a recolectar personalmente las gemas del infinito.

## Reparto

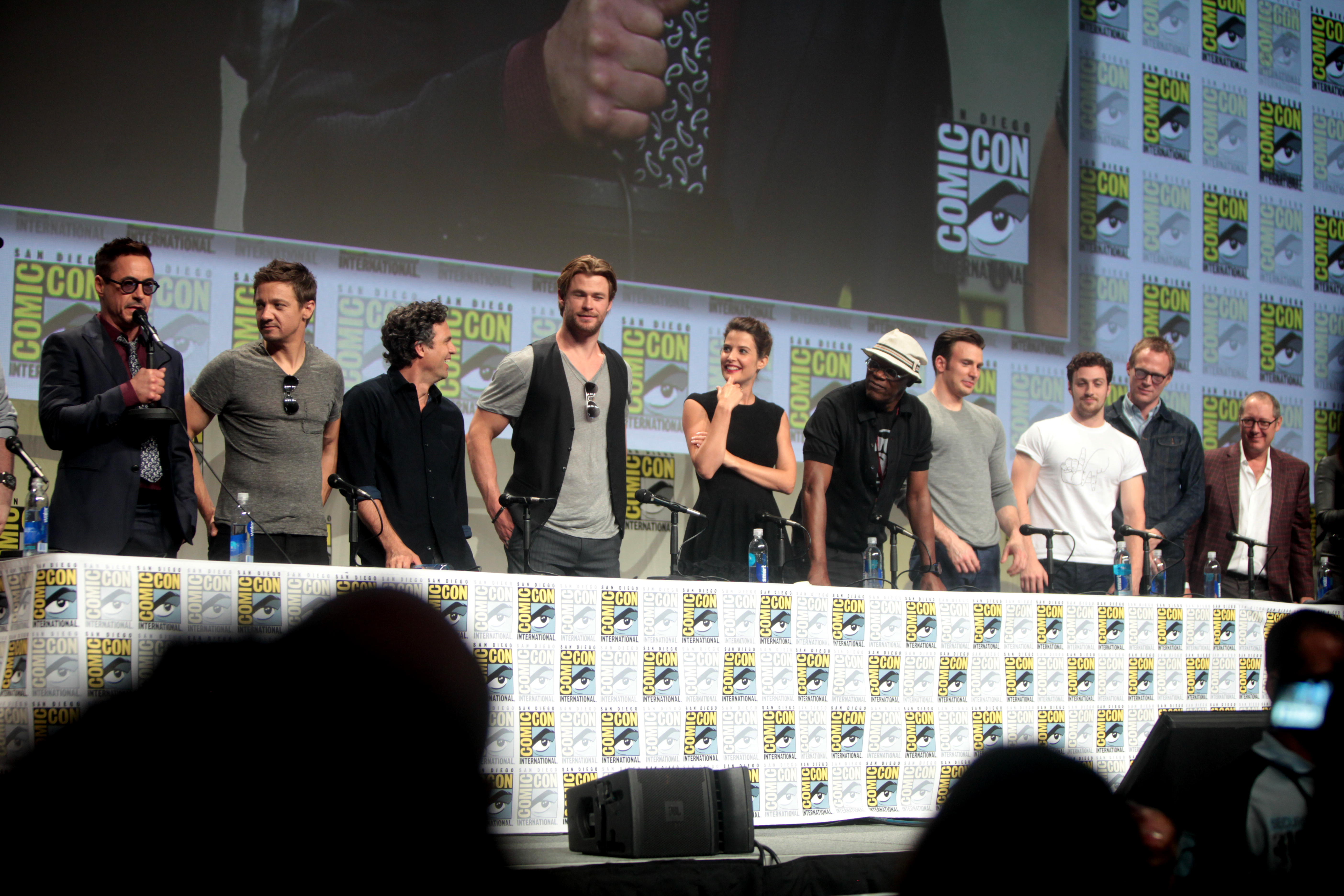
Elenco de Avengers: Age of Ultron en la Comic-Con Internacional de San Diego de 2014.

- Robert Downey Jr. como Tony Stark / Iron Man:

El benefactor de los Vengadores, que se describe como un genio, multimillonario, playboy y filántropo con armaduras electromecánicas de su propia invención. Sobre cómo evoluciona su personaje luego de los eventos de Iron Man 3, Downey dijo, "Creo que se da cuenta de que retocar y hacer todos los trajes en el mundo —que es lo que ha estado haciendo— no funcionó para eso en su turno de servicio que le dejó un poco de estrés postraumático. Así que su enfoque está más en cómo puede hacer que no haya un problema para empezar. Que, saben, haya un guardia en la entrada de nuestro planeta. Esa es la gran idea".
- Jeremy Renner como Clint Barton / Ojo de Halcón:

Un Vengador y maestro arquero que antes trabajaba como un agente para S.H.I.E.L.D. Whedon dijo que Barton interactúa más con los otros personajes en la película, en contraste a la primera película donde el personaje había sido "poseído bastante al principio por un villano y tenía que andar todo ceñudo". Ya que el personaje no apareció en ninguna otra de las películas de la Fase Dos de Marvel, Whedon afirmó que Age of Ultron muestra qué estuvo haciendo el personaje desde el final de The Avengers. Renner describió a Barton como "un poco solitario" y "un jugador en equipo solo porque tiene que serlo. No es realmente un tipo de compañía. El Capitán América puede ser ese tipo. En [Age of Ultron] se entenderá porque [Ojo de Halcón] piensa como piensa".
- Mark Ruffalo como Bruce Banner / Hulk:

Un Vengador y un científico genio que, tras exponerse a radiación gamma, se transforma en un monstruo al enojarse o agitarse. Para prepararse para el papel, Ruffalo trabajó con The Imaginarium, del actor de captura de movimiento Andy Serkis. Afirmó que su personaje ha crecido desde la película anterior y era "un poco más complejo". El actor explicó que se está gestando una confrontación entre Banner y Hulk, diciendo, "Hay algo genial ocurriendo: Hulk le teme tanto a Banner como Banner le teme a Hulk [...] y tienen que hacer las paces entre sí de algún modo". Durante la filmación en Londres, Ruffalo dijo que Whedon aún no le había dado ninguna línea de Hulk. Whedon luego explicó que escribe el diálogo de Hulk espontáneamente, diciendo, "Lo que dificulta tanto escribir a Hulk es que pretendes que es un hombre lobo cuando es un superhéroe. Lo quieres viceversa [...] Así que la cuestión es, ¿cómo ha progresado? ¿Cómo podemos mostrar estos cambios en lo que Hulk hace? Y eso no es solo en el guion, es de momento a momento".
- Chris Evans como Steve Rogers / Capitán América:

El líder de los Vengadores y un veterano de la Segunda Guerra Mundial que fue mejorado hasta la cima de la capacidad humana y congelado en animación suspendida, antes de despertar en el mundo actual. Evans afirmó que desde la caída de S.H.I.E.L.D. en Captain America: The Winter Soldier, Rogers quedó dependiente de sus compañeros Vengadores sin la estructura de la vida militar, y ahora "busca entender adónde pertenece, no solo como soldado, como Capitán América, sino como Steve Rogers, como persona". El actor dijo que pudo mantener la fuerza que obtuvo para Captain America: The Winter Soldier entrenando hasta una hora por día. En cuanto al estilo de combate del Capitán América, Evans sintió que no quería retroceder de las habilidades que mostró en The Winter Soldier, al asegurarse de que el estilo de Rogers avanzara, mostrando "un despliegue consistente de fuerza" y haciendo que Rogers utilice su entorno.
- Scarlett Johansson como Natasha Romanoff / Viuda Negra:

Una Vengadora que antes trabajaba para S.H.I.E.L.D. como una espía altamente entrenada. El productor Kevin Feige afirmó que se exploran más los antecedentes del personaje en la película. Johansson explicó, "En Avengers 2 regresamos [...] definitivamente aprendemos más de los antecedentes de Romanoff, y logramos averiguar cómo se convirtió en la persona que ven. Todos estos personajes tienen pasados profundos y oscuros, y creo que el pasado nos pasa factura un poco a algunos". En cuanto a en qué parte de la historia de Romanoff empieza la película, la actriz sintió que era una continuación de lo que se vio del personaje en The Winter Soldier, con el hecho de que "[Romanoff] nunca tomó una decisión activa. Es un producto de la imposición de otras personas". Eso le pasará factura. Eso tendrá un efecto enorme. Esa comprensión tiene que resultar en algo [...] La verán tomar algunas decisiones activas en la vida, para bien o para mal". Se usó una mezcla de primeros planos, trajes, dobles y efectos visuales para ayudar a esconder el embarazo de Johansson durante el rodaje.
- Chris Hemsworth como Thor:

Un Vengador y el príncipe heredero de Asgard, basado en la deidad mitológica nórdica del mismo nombre. En cuanto al lugar de Thor en la película, Hemsworth afirmó que, ya que Thor se ha quedado en la Tierra desde Thor: The Dark World, y ha empezado a sentirse en casa aquí, considera la amenaza de Ultrón como un ataque personal. El actor declaró que tuvo que esforzarse más para incluir nuevos elementos al personaje para evitar repetirse, diciendo, "Nos dio lugar para hacerlo un poco más realista y humano, y que esté vestido de civil y mezclándose en una fiesta". Hemsworth señaló que las motivaciones de Thor en esta película eran completamente diferentes, ya que era su primera película del UCM en la que no actuó junto al personaje de Tom Hiddleston Loki.
- Don Cheadle como James "Rhodey" Rhodes / Máquina de Guerra: Un oficial de la Fuerza Aérea de EE. UU. y amigo íntimo de Tony Stark que opera la armadura Máquina de Guerra.[36][37]

- Aaron Taylor-Johnson como Pietro Maximoff / Quicksilver:

El hermano mellizo de la Bruja Escarlata, que puede moverse a velocidad sobrehumana. Taylor-Johnson sentía que a Pietro lo definía el hecho de que su familia los abandonaron a él y su hermana, y ambos tuvieron que crecer "en Europa Oriental en defensa y cuidado mutuo y de otros," que ambos buscan guía en el otro. El actor también dijo que Quicksilver era "muy sobreprotector" de Wanda y tiene "verdadera ira y frustración", que resulta en que se aburra fácilmente debido a su poca capacidad de atención. Feige afirmó que explorar la relación de Pietro con su hermana creciendo en Europa Oriental ayudaría a diferenciar al personaje de la versión de Evan Peters en X-Men: días del futuro pasado (2014). Taylor-Johnson declaró que el estilo de correr de Quicksilver pasó por muchas iteraciones, diciendo, "El estilo de correr que probamos al principio era muy unidimensional y aburrido de ver, pero si intentas hacer corrida libre, como parkour, entonces es demasiado como el estilo del Capitán América [...] Tienes que encontrar tu propio espacio en el mundo de escenas de riesgo". La mayoría de las escenas de Taylor-Johnson se rodaron en exteriores para darle "vida" a su corrida, en vez de correr en interiores frente a una pantalla verde.
- Elizabeth Olsen como Wanda Maximoff / Bruja Escarlata:

La hermana melliza de Quicksilver, que puede realizar hipnosis y telequinesis. Olson sentía que Wanda estaba "demasiado estimulada" en vez de "enferma mental" porque "tiene un conocimiento tan vasto que no puede aprender cómo controlarlo. Nadie le enseñó a controlarlo apropiadamente [...] puede conectarse a este mundo y mundos paralelos a la vez, y tiempos paralelos". Al describir los poderes de control mental de su personaje, la actriz dijo que Wanda puede hacer más que manipular la mente de alguien, capaz de "ver y sentir lo que ellos ven y sienten" proyectando visiones que nunca han tenido. Olsen profundizó diciendo, "Lo que amo de ella es que, en tantas películas de superhéroes, las emociones se niegan un poco, pero para ella todo lo que otro podría sentir —como sus momentos de mayor debilidad— lo experimenta físicamente junto con ellos, lo que es bastante genial". Olsen recurrió a su relación con su hermano mayor y sus hermanas para prepararse para el papel, así como buscar cómics como inspiración. La actriz reveló que Whedon se inspiró en bailarinas para representar visualmente cómo se mueve el personaje. Como tal, Olsen entrenó principalmente con una bailarina para en lugar de entrenamiento de escenas de riesgo tradicional. Olsen tenía en su contrato esta y otra película más.
- Paul Bettany como J.A.R.V.I.S. y Visión:

Bettany, que le puso voz a J.A.R.V.I.S., la inteligencia artificial de Stark en películas anteriores, fue nuevamente incluido como Visión, un androide creado por Ultrón. Bettany afirmó que le sorprendió cuando Whedon le preguntó si quería ser Visión, porque una vez que un actor es elegido como un personaje particular en el UCM, usualmente no aparece como otro. Sobre qué le intrigó sobre Visión, Bettany dijo, "Lo que me atrajo es esta especie de criatura naciente, tan omnipotente como ingenuo, lo peligroso de ello y la compleja naturaleza de algo que nazca que sea tan poderoso y se haya creado en un segundo, las decisiones que toma son realmente muy complejas e interesantes moralmente. Realmente han logrado mantener todo eso". El actor también afirmó que Visión se siente paternal y protectora para un número de personas en la película, en particular la Bruja Escarlata, y tiene la habilidad de cambiar su densidad. Bettany trabajó con cables para la película. Whedon declaró que quería incluir a Visión en una segunda película de Avengers antes de haberse unido a la primera película. El maquillaje de Bettany, que consistía en una mezcla de pintura facial y prótesis, tardaba dos horas en aplicarse, con los maquilladores Jeremy Woodhead y Nik Williams citando el matiz correcto de la piel de Visión como lo más difícil de descifrar.
- Cobie Smulders como Maria Hill:

Una exagente de alto rango de S.H.I.E.L.D. que ahora trabaja para Stark. Al describir la situación de Hill en la película, Smulders dijo que después de The Winter Soldier, Hill no "sabe realmente quién es bueno y quién es malo, e intenta averiguarlo a lo largo de esta película". Añadió, "No está durmiendo nada. Está haciendo todo el trabajo. No tiene la mano de obra que tenía en S.H.I.E.L.D.," trabajando en su lugar para Tony Stark en el cuartel general de los Vengadores "intentando que todo funcione lo mejor posible [...] es un ambiente totalmente diferente para ella".
- Anthony Mackie como Sam Wilson / Falcon:

Un ex pararrescatista entrenado por el ejército en combate aéreo usando una mochila alada específicamente diseñada y un amigo de Steve Rogers. Al discutir la relación entre Wilson y Rogers, Mackie dijo que los dos personajes tienen un mutuo "respeto de soldados", que se explora en la película y en Capitán América: Civil War. Feige dijo que se decidió volver a rodar la última escena de la película para incorporar el nuevo traje de Falcon diseñado para Ant-Man, que se estrenó después de Age of Ultron, ya que Falcon fue originalmente filmado en su traje original de The Winter Soldier. Mackie afirmó que no se dio cuenta de que Wilson se había vuelto un Vengador hasta que vio la película en la premier, ya que solo recibió el guion de las escenas en las que actuó.
- Hayley Atwell como Peggy Carter: Una oficial retirada con la Reserva Científica Estratégica y cofundadora de S.H.I.E.L.D., que era un interés amoroso de Steve Rogers.[59]

- Idris Elba como Heimdall: El centinela asgardiano del Puente Bifröst, que todo lo ve y todo lo oye, basado en la deidad del mismo nombre.[60]

- Stellan Skarsgård como Erik Selvig:

Un astrofísico amigo de Thor. Skarsgård dijo que originalmente no se suponía que apareciera en la película, pero recibió una llamada porque "habían escrito un par de escenas, y yo fui y las hice," sin saber si las escenas aparecerían en el corte final de la película.
- James Spader como Ultrón:

Una inteligencia artificial reutilizada por Tony Stark y Bruce Banner para un programa piloto de la paz que se ve abrumado por un complejo de Dios, y ahora quiere pacificar la Tierra erradicando a la humanidad. El director Joss Whedon declaró que Spader fue su "primera y única opción" para el papel, debido a su "voz hipnótica que puede ser muy calma y convincente" además de ser muy humana y humorística. Feige aclaró que se usó captura de movimiento de la cara y el cuerpo de Spader "para crear una actuación completa [...] No contratamos a James Spader para hacer una voz de robot". Se hicieron tomografías extensas de cabeza y cuerpo de Spader en preparación para el papel. Sobre el personaje Whedon dijo, "Siempre intenta destruir a los Vengadores, demonios, tiene una idea en la cabeza. No es un tipo feliz, o sea que es un tipo interesante. Sufre. Y eso no se manifestará como en un robot estándar". Whedon añadió que Ultrón "no es una criatura lógica, es un robot que está realmente perturbado. Estamos averiguando qué lo vuelve amenazante y al mismo tiempo entrañable, gracioso, extraño e inesperado, y todo lo que nunca es un robot". El director comparó a Ultrón con el monstruo de Frankenstein, diciendo, "Es nuestro nuevo mito de Frankenstein [...] Creamos algo a nuestra imagen y se nos vuelve en contra. Tiene ese dolor de '¿Por qué me crearon? Quiero matar a papá'". Spader llamó al personaje "ensimismado" y añadió, "Creo que ve a los Vengadores como parte del problema, un problema más amplio en el mundo. Ve al mundo desde un punto de vista [bíblico] muy extraño porque es nuevo, es muy joven [...] Es inmaduro, pero tiene conocimiento de amplia historia integral y precedente, y ya ha creado una cosmovisión algo sesgada en un corto periodo de tiempo". Spader detalló, "Es realmente una inteligencia artificial sin nada de censura, sin parámetros [...] tiene demasiado poder, demasiada fuerza, velocidad y tamaño, así que es un niño muy peligroso".
- Samuel L. Jackson como Nick Fury:

El exdirector de S.H.I.E.L.D. que originalmente reclutó a los Vengadores y continúa siendo un mentor y líder para el equipo. Jackson describió el papel como un cameo, diciendo, "Solo estoy pasando por ahí [...] Porque, es otra de esas 'personas con poderes combatiendo personas con poderes'. Por eso no llegué a Nueva York en The Avengers. No podría hacer mucho más que disparar un arma".
Thomas Kretschmann y Henry Goodman repiten sus papeles como el Barón Wolfgang von Strucker y el Dr. List, líderes de Hydra especializados en experimentación humana, robótica avanzada e inteligencia artificial de Captain America: The Winter Soldier. Linda Cardellini interpreta a Laura Barton, esposa de Ojo de Halcón, Claudia Kim interpreta a Helen Cho, una reconocida genetista que ayuda a los Vengadores desde su oficina en Seúl, Andy Serkis interpreta a Ulysses Klaue, un traficante de armas sudafricano, contrabandista y mafioso que es un antiguo conocido de la época de venta de armas de Stark; y Julie Delpy aparece como Madame B., que fue mentora de Viuda Negra al convertirse en asesina. Kerry Condon le pone voz a la inteligencia artificial V.I.E.R.N.E.S., un reemplazo de J.A.R.V.I.S., mientras que Spader también le da voz a los droides de la Legión de Hierro de Stark. Josh Brolin tiene una aparición no acreditada durante la escena entre créditos como Thanos, repitiendo su papel de Guardianes de la Galaxia. El cocreador de los Vengadores Stan Lee tiene un cameo en la película como un militar veterano que asiste a la celebración de los Vengadores. Tom Hiddleston iba a repetir su papel de Loki, pero sus escenas no quedaron en la versión final de la película.

### Doblaje
| Intérpretes          | Personaje                              | Doblaje para España  | Doblaje para Hispanoamérica |
| -------------------- | -------------------------------------- | -------------------- | --------------------------- |
| Robert Downey Jr.    | Tony Stark / Iron Man                  | Juan Antonio Bernal  | Idzi Dutkiewicz             |
| Jeremy Renner        | Clint Barton / Hawkeye                 | Sergio Zamora        | Edson Matus                 |
| Chris Evans          | Steve Rogers / Capitán América         | Raúl Llorens         | José Antonio Macías         |
| Scarlett Johansson   | Natasha Romanoff / Viuda Negra         | Joël Mulachs         | Rosalba Sotelo              |
| Mark Ruffalo         | Bruce Banner / Hulk                    | Xavier Fernández     | Mario Castañeda             |
| Chris Hemsworth      | Thor                                   | Iván Labanda         | Andrés Gutierrez            |
| Aaron Taylor-Johnson | Pietro Maximoff / Quicksilver          | Adrián Viador        | Arturo Castañeda            |
| Elizabeth Olsen      | Wanda Maximoff / Bruja Escarlata       | Cristina Yuste       | Irina Índigo                |
| James Spader         | Ultrón                                 | Roberto Encinas      | Moises Palacio              |
| Paul Bettany         | Visión / J.A.R.V.I.S.                  | Víctor Iturrioz      | Milton Wolch                |
| Linda Cardellini     | Laura Barton                           | Eva Díez             | Ayari Rivera                |
| Claudia Kim          | Dra. Hellen Cho                        | Laura Pastor         | Xóchitl Ugarte              |
| Don Cheadle          | Teniente Coronel James «Rhodey» Rhodes | Rafael Calvo         | Óscar Flores                |
| Samuel L. Jackson    | Nick Fury                              | Miguel Ángel Jenner  | Blas García                 |
| Cobie Smulders       | Maria Hill                             | Cristina Mauri       | Marisol Romero              |
| Anthony Mackie       | Sam Wilson / Falcon                    | José Luis Mediavilla | Eduardo Ramirez Pablo       |
| Andy Serkis          | Ulysses Klaue                          | Ramón Langa          | Enrique Cervantes           |
| Thomas Kretschmann   | Barón Wolfgang von Strucker            | Pere Molina          | Rubén Trujillo              |
| Henry Goodman        | Dr. List                               | Pablo Gomez          | Héctor Lee Vargas           |
| Stellan Skarsgård    | Erik Selvig                            | Salvador Vives       | Salvador Delgado            |
| Julie Delpy          | Madame B                               | Ana Vidal            | Verónica López Treviño      |
| Hayley Atwell        | Peggy Carter                           | Graciela Molina      | Chrstine Byrd               |
| Josh Brolin          | Thanos                                 | Jorge García Insúa   | Juan Carlos Tinoco          |
| Stan Lee             | Veterano de Guerra                     | Santiago Cortés      | Jesse Conde                 |
| Idris Elba           | Heimdall                               | Juan Carlos Gustems  | Mario Arvizu                |

## Producción

### Desarrollo
En octubre de 2011, Kevin Feige, presidente de Marvel Studios, dijo que el estudio estaba empezando a pensar en sus películas de la Fase Dos, que iniciaría con Iron Man 3 y culminaría en una segunda película de Avengers. En marzo de 2012, Joss Whedon, director de la primera película, afirmó que querría que una secuela fuera "más pequeña. Más personal. Más dolorosa. Al ser lo próximo que debería sucederle a estos personajes, y no solo un refrito de lo que pareció funcionar la primera vez. Al tener un tema que sea completamente nuevo y orgánico por sí mismo". A pesar de que la producción de la película se volvió cada vez más amplia en su alcance, Feige mantuvo que esta no fue su intención, siempre buscando ver dónde el equipo quería llevar a los personajes, por sobre cómo hacerla más grande que The Avengers.
En la premier de The Avengers, Feige dijo que el estudio tenía la opción de que Whedon regresara como director. En mayo de 2012, luego del estreno exitoso de la primera película, el CEO de Disney Bob Iger anunció que una secuela estaba en desarrollo. La mayoría del reparto de la película estaban bajo contrato para posiblemente aparecer en la secuela, excepto por Robert Downey Jr., cuyo contrato de cuatro películas con Marvel expiró después de Iron Man 3.
En la Convención Internacional de Cómics de San Diego de 2012, Whedon dijo que estaba indeciso sobre dirigir. Sin embargo, en agosto de 2012, Iger anunció que Whedon regresaría para escribir y dirigir la secuela y desarrollar una serie de televisión de Marvel, Agents of S.H.I.E.L.D., para ABC. Más adelante ese mes, Disney fijó una fecha de estreno el 1 de mayo de 2015. Cuando le preguntaron sobre su decisión de regresar, Whedon dijo, "Avengers 2, no fue una decisión difícil. Por mucho tiempo pensé, 'Bueno, no va a pasar'. Luego realmente empecé a considerarlo, se hizo tan claro que estaba desesperado por decir más sobre estos personajes, habría sido un no fácil y fue un sí increíblemente fácil. No hubo una lucha". Whedon dijo que esperaban que la producción de la película no fuera tan apresurada como la primera.
En diciembre de 2012, Whedon afirmó que había completo un esquema de la película. En febrero, en el Festival Internacional de Cine de Dublín, el director dijo que la muerte sería un tema en la secuela, y en marzo, dijo que vio a Star Wars: Episodio V - El Imperio contraataca y El padrino II como inspiraciones.
Feige reveló que la Capitana Marvel, que aparecerá en su propia película del UCM en 2019, aparecía en un primer borrador del guion, pero fue eliminada, ya que el personaje aún no tenía una actriz, diciendo, "No pareció el momento correcto. No queríamos presentarla totalmente formada volando en un traje antes de que supieras quién era o cómo llegó a ser así". Whedon llegó a filmar placas de efectos visuales para que Capitana Marvel entre volando al cuartel general de los Vengadores al final de la película; en cambio, esas tomas se usaron para la Bruja Escarlata. Feige también reveló que un primer borrador del guion tenía al Quinjet de Hulk detectado cerca de Saturno al final de la película, pero finalmente se decidió cambiarlo a una ubicación terrestre y que su destino permanezca ambiguo para disipar rumores de que una película basada en la historia de cómic "Planeta Hulk" estuviera en desarrollo, para lo que Marvel Studios no tenía planes en el momento. Marvel luego decidió adaptar "Planeta Hulk" para la película Thor: Ragnarok, en la que Hulk sí termina yéndose de la Tierra.

### Preproducción
En abril de 2013, el inicio del rodaje se programó para principios de 2014 en los Estudios Shepperton en Inglaterra. En la premier en Hollywood de Iron Man 3, Whedon dijo que había completado un borrador del guion, comenzado el proceso de guion gráfico y reunido con actores. También mencionó que escribió con Downey en mente e incluyó un "acto de hermano y hermana" de los cómics, lo que luego confirmó era una referencia a Quicksilver y la Bruja Escarlata. Whedon explicó su razonamiento para incluir a los personajes en la película diciendo, "sus poderes son muy interesantes visualmente. Uno de los problemas que tuve en la primera es que todos básicamente tenían poderes de golpes [... Quicksilver] tiene súper velocidad. [La Bruja Escarlata] puede combinar hechizos y un poco de telequinesis, meterse en tu cabeza. Hay cosas buenas que pueden hacer que ayudarán a refrescar", aunque advirtió que no estaba metiendo más personajes sin razón. Whedon afirmó que los mellizos le permitieron añadir más conflicto: "No les gusta Estados Unidos, y no les gustan los Vengadores [...] Los Vengadores son como un poder mundial, y no a todo el mundo le gusta que los Vengadores lleguen e inicien peleas, aun en nombre de la justicia. Así que hace falta esa voz disidente, y hace falta entenderlo y simpatizar con ello". Ya que Marvel Studios comparte los derechos cinematográficos de Quicksilver y la Bruja Escarlata con 20th Century Fox y tenía que evitar conflictos con las películas de X-Men de Fox, Whedon introdujo dos personajes importantes al Universo cinematográfico de Marvel completamente por sus medios por primera vez, lo que le permitió conectar sus orígenes al universo que crearon y evadir el concepto de mutantes. Whedon disfrutaba las oportunidades narrativas de presentar a un personaje con poderes telepáticos, explicando, "significaba que podíamos pasar más tiempo dentro de la cabeza de los Vengadores; sea su pasado o sus impresiones de lo que sucede, o sus miedos, o todo lo anterior". Para mayo, Downey había entrado en negociaciones para extender su contrato con Marvel Studios y repetir su papel de Iron Man en la película. Un mes después, Downey firmó para regresar para la secuela de Avengers aún no titulada entonces, así como una tercera película de Avengers.

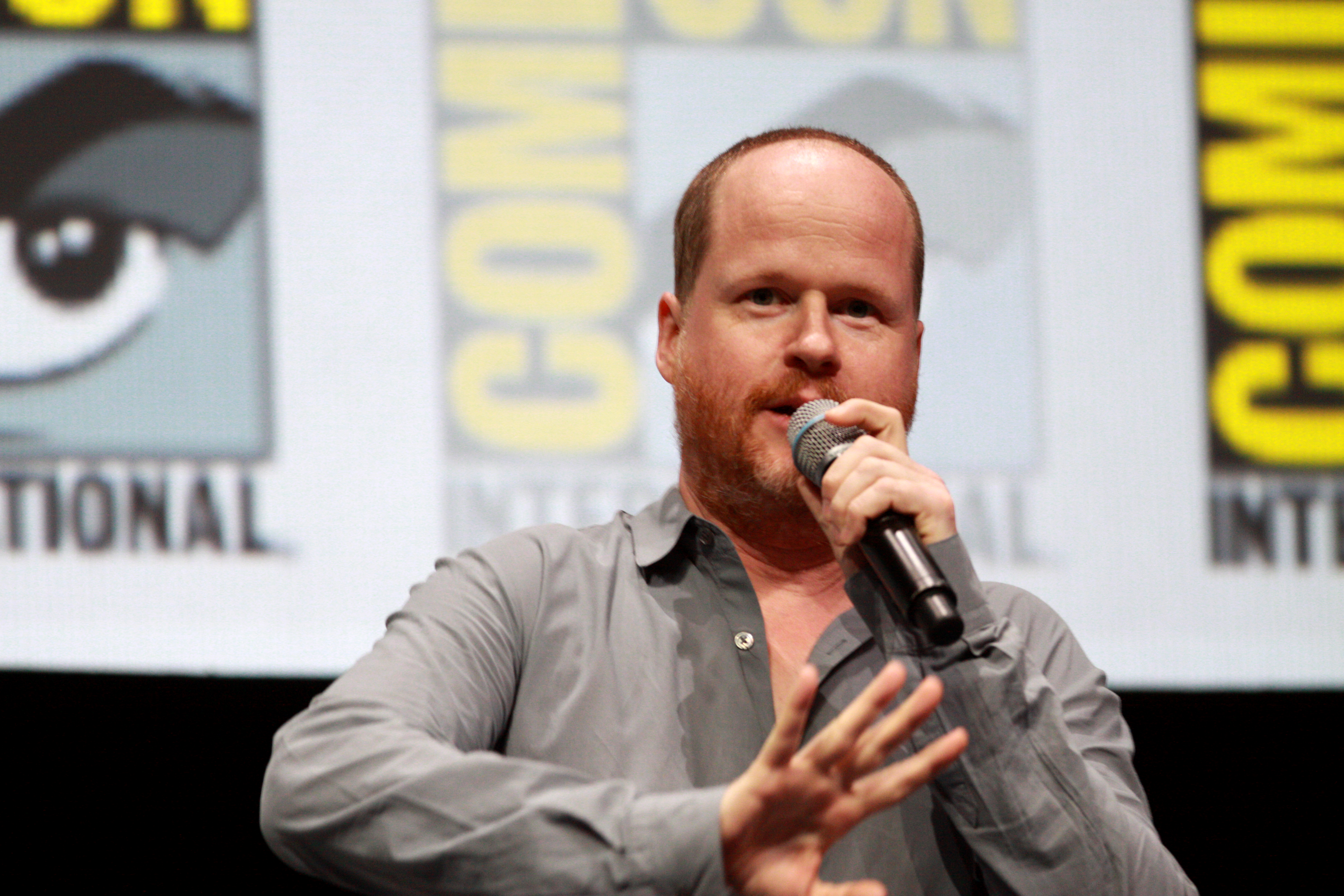
Joss Whedon promocionando la película en la Comic-Con Internacional de San Diego de 2013.

En la Comic-Con Internacional de San Diego de 2013, Whedon anunció que la película llevaría el subtítulo Age of Ultron, a pesar del cual la película no está basada en la miniserie de cómics de 2013 Age of Ultron. Feige explicó que simplemente les gustó el título Age of Ultron, pero a trama fue tomada de décadas de arcos argumentales de los Vengadores. Whedon añadió que el origen de Ultrón sería diferente a sus raíces de los cómics, y que Hank Pym no participaría de la creación de Ultrón. Whedon reveló que Edgar Wright tenía derecho del personaje primero mediante su inclusión en Ant-Man, que ya estaba en desarrollo. También pensaba que Ultrón debía ser concebido a través de los Vengadores y, ya que ya tenían a Tony Stark y Bruce Banner en el equipo, no tendría sentido involucrar a un tercer científico. Whedon también dijo que la película tendría un tono más oscuro debido a la presencia de Ultrón.
El título de la película fue una sorpresa para muchos fanes que esperaban que Thanos, la mente maestra tras los eventos de la primera película, fuera el villano principal en la secuela, a lo que Whedon dijo, "Thanos nunca iba a ser el siguiente villano. Siempre ha sido el señor de la villanía y la oscuridad". Sobre encontrar el equilibrio correcto entre héroes tecnológicos y fantásticos en Avengers: Age of Ultron, Feige dijo que "Iron Man es un héroe muy tecnológico; sus películas siempre están fundadas en tecnología. La primera de Thor se trataba de introducir a Asgard y Thor de ese reino más fantástico en el más realista MCU [...] Al meterse en Ultrón claramente sale de la tecnología, pero estamos usando todas las herramientas a nuestra disposición que hemos establecido hasta ahora como parte del MCU para construir la historia de Age of Ultron".
El casting continuó en agosto de 2013, con el anuncio de que James Spader interpretaría a Ultrón. En noviembre, Marvel confirmó que Elizabeth Olsen y Aaron Taylor-Johnson interpretarían a la Bruja Escarlata y Quicksilver, respectivamente. Taylor-Johnson había estado en negociaciones desde junio, mientras que la posible participación de Olsen fue informada por primera vez en agosto. Para el fin de año, se confirmó el regreso de Mark Ruffalo, Chris Evans, Samuel L. Jackson, Chris Hemsworth, Scarlett Johansson, Jeremy Renner y Cobie Smulders a sus papeles de la primera película, y Don Cheadle, que interpretó a James Rhodes en las películas de Iron Man, también repetiría su papel en la película. En los primeros meses de 2014, Thomas Kretschmann fue elegido como el Barón Wolfgang von Strucker, Claudia Kim fue incluida en un papel no revelado, y Paul Bettany, que le puso voz a J.A.R.V.I.S. en películas anteriores del UCM, fue elegido como Visión. Whedon dijo que "hacer malabares" con todos los personajes en la película fue "una pesadilla", y explicó, "Son personajes muy dispares. El encanto de los Vengadores es que realmente no pertenecen a la misma habitación. No es como los X-Men, que todos se ven aquejados por lo mismo y tienen trajes similares. Estos tipos están todos desparramados. Así que es difícil. Honestamente, esto es lo más difícil que he hecho".
El 24 de enero de 2014, la Asociación Forte di Bard anunció que el rodaje se llevaría a cabo en el Fuerte de Bard en la región de Valle de Aosta de Italia en marzo de 2014, así como otras ubicaciones cercanas como Aosta, Bard, Donnas, Pont-Saint-Martin y Verrès. El mes siguiente, la Comisión de Cine de Gauteng anunció que las secuencias de acción se rodarían en Johannesburgo, Sudáfrica y otras locaciones en Gauteng, comenzando a mediados de febrero. Unas semanas después, Marvel anunció que partes de la película se filmarían en Corea del Sur. Feige se refirió a la "tecnología de vanguardia, hermosos paisajes y espectacular arquitectura" como ideales para la película. La capital de la nación, Seúl, y su provincia circundante Gyeonggi, fueron elegidas como locaciones, y el Ministerio de Cultura, Deporte y Turismo reembolsaría hasta un 30% de los gastos del estudio, como parte de un programa incentivo financiado por el Estado.

### Rodaje

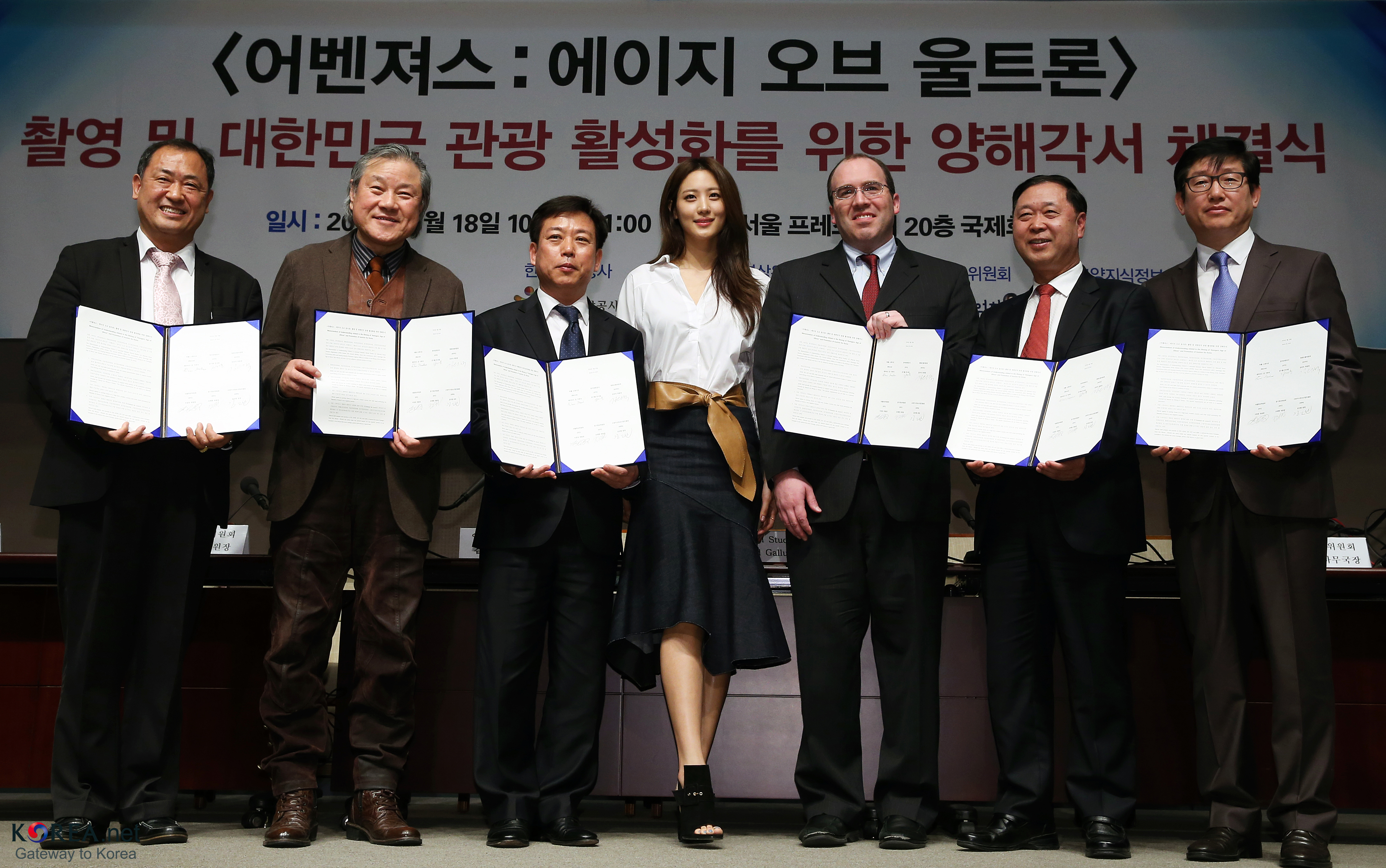
Miembros de la Comisión de Cine de Corea y ejecutivos de Marvel Studios firmando un memorándum de entendimiento en Seúl en marzo de 2014 con la actriz Claudia Kim (centro) presente.

El rodaje comenzó el martes 11 de febrero de 2014, en Johannesburgo, Sudáfrica, luego de ser pospuesto por un día. Los equipos de segunda unidad filmaron escenas de acción sin el elenco principal, para usarlas como placas de fondo para escenas con Hulk, en el Distrito Central de Negocios de Johannesburgo por un periodo de dos semanas. Para mediados de marzo, la fotografía principal había iniciado en los Estudios Shepperton cerca de Londres y estaba prevista a durar por lo menos cuatro meses, bajo el título de producción After Party. Rodar en Shepperton, así como en otras ubicaciones de Inglaterra, le permitió a Whedon tener un "número de apariencias, texturas y estados de ánimo diferentes" para darle a la película una paleta diferente y una nueva estética de su predecesora. El diseñador de producción Charles Wood construyó un enorme set nuevo de la Torre de los Vengadores, uno de los sets más grandes construidos para una película de Marvel. Este contaba con muchos pisos y ambientes conectados. El 22 de marzo, la producción se trasladó a Fuerte de Bard, Italia y continuó en la región de Valle de Aosta hasta el 28 de marzo. La región sirvió como la nación ficticia de Europa Oriental Sokovia, y el personal reemplazó los escaparates locales con el alfabeto cirílico. El rodaje en Corea del Sur comenzó el 30 de marzo en el puente Mapo, y continuó hasta el 14 de abril en varias locaciones de Seúl. Allí, la producción pudo sujetar cámaras a drones y autos de carreras para obtener ángulos de cámara e imágenes únicos.. Una isla artificial en el río Han conocida como el Saebit Dungdungseom sirvió como la sede de un instituto de TI que aparece en la película. Las escenas del ataque de Ultrón en partes de la ciudad se filmaron en el distrito Gangnam.
En abril comenzó el rodaje en el bosque de Hawley en Hampshire, Inglaterra, y Hayley Atwell, que en películas anteriores del UCM interpretó a Peggy Carter, filmó escenas dentro del salón Rivoli en Londres mientras extras bailaban el Lindy hop. Ese mes de junio, se rodaron escenas en la Universidad de Anglia del Este en Norwich y en el castillo de Dover en Kent, este último usado para tomas interiores de la base de Hydra de Strucker en Sokovia. El mes siguiente, se filmó en un centro de formación de la Policía Metropolitana de Londres, que hizo de una ciudad en Sokovia. El rodaje adicional se realizó en Chittagong, Bangladés, incluido el astillero de desguace, y en Nueva York. El 6 de agosto, Whedon anunció en sus redes sociales que había completado el rodaje de Avengers: Age of Ultron. Disney gastó $330,6 millones en Age of Ultron entre febrero de 2013 y noviembre de 2014, pero los pagos de la autoridad fiscal británica compensaron $50,7 millones. Un informe de los costos de producción reales de películas de parte de FilmL.A. Inc. indicó un presupuesto bruto de $444 millones, con un neto de $365 millones para Avengers: Age of Ultron. Esto la convierte en la segunda película más costosa de la historia.
El director de fotografía Ben Davis, que también trabajó con Marvel en Guardianes de la Galaxia, rodó la película con una unidad principal de tres cámaras Arri Alexa. Dijo Davis, "Aunque la Alexa era la cámara preferida de Marvel, no nos quedamos con esa idea desde el inicio. Lo que no era negociable era el hecho de que filmaríamos digital: así es como Marvel filma todas sus películas". Davis también usó las Pocket Cinema Cameras de Blackmagic Design para cubrir las necesidades de la segunda unidad, explicó, "La segunda unidad típicamente necesita una flota de cámaras más pequeñas que sean más baratas y lo suficientemente fuertes para soportar las varias pruebas de fuego, por así decir, a las que las sometimos". En cuanto al sistema de cámara, Whedon declaró que esta película se rodó de manera muy diferente a la primera; usando muchos lentes largos, y que apuntó a filmarla casi como un documental. Para crear las secuencias que mostraban el punto de vista de Quicksilver, se rodaron escenas con una cámara a ultra alta velocidad y luego se combinaron con tomas de Taylor-Johnson moviéndose por la misma escena a velocidad normal.

### Posproducción
En junio de 2014, IMAX Corporation anunció que el estreno en IMAX de la película sería convertido a IMAX 3D. Luego de la finalización del rodaje, se revelaron muchos más miembros del elenco, entre ellos Stellan Skarsgård, Anthony Mackie, Idris Elba y Tom Hiddleston, repitiendo sus papeles de anteriores películas del UCM. Sin embargo, las escenas de Hiddleston no quedaron en la versión final de la película, y Whedon dijo que lo que se filmó "no quedaban" y no quería que la película se sintiera "sobrecargada". Según Hiddleston, "en las funciones de prueba, las audiencias habían sobre enfatizado el papel de Loki, pensaban que porque yo estaba ahí, estaba controlando a Ultrón, y en realidad desequilibraba las expectativas de la gente". Whedon explicó más adelante que Elba y Atwell aparecen en la película por explorar la psique de los Vengadores mediante el poder de la Bruja Escarlata. En diciembre de 2014, se reveló al papel de Kim como la Dra. Helen Cho. La filmación de escenas adicionales se programó para enero de 2015 en Pinewood Studios. En febrero de 2015, Marvel confirmó mediante material promocional que Serkis interpreta a Ulysses Klaue en la película. A principios de abril de 2015, se confirmó que Linda Cardellini y Julie Delpy formarían parte del elenco. Al mismo tiempo, Whedon afirmó que la película no tendría una escena poscréditos, que se había vuelto costumbre en el UCM. Whedon intentó crear una escena poscréditos, pero creyó que no podría superar a la "escena de Shawarma" de The Avengers, y explicó, "No parecía prestarse del mismo modo, y queríamos apegarnos a lo que nos parecía correcto. La primera regla de hacer una secuela es tomar los mejores momentos y hacer otra cosa. No hacer el truco del arma de Indiana Jones nuevamente de un modo diferente. Simplemente ir a otro lado. No intentar llegar a la misma altura, porque la gente se dará cuenta". Sin embargo, Feige aclaró, "Habrá una placa [poco después de que empiecen los créditos]. Pero no hay una escena pos–pos–créditos".
En mayo de 2015, Whedon reveló que estaba en conflicto con los ejecutivos de Marvel y los editores de la película sobre ciertas escenas en la película. A los ejecutivos no les "encantaban" las escenas en la granja de Hawkeye o las secuencias oníricas que los Vengadores experimentan por la Bruja Escarlata. Además, Hawkeye originalmente había filmado una escena mucho más larga con Thor y Selvig en la cueva, pero la versión final es más corta, ya que las audiencias de prueba no respondieron bien al corte original. En la escena, Thor sería poseído por una Norn, una diosa del destino, mientras Selvig le preguntaría sobre la alucinación de Thor. Además, Whedon reiteró que quería incluir a Capitana Marvel y Spider-Man al final, pero los tratos para cada personaje —conseguir una actriz y un acuerdo con Sony Pictures Entertainment, respectivamente— no pudieron lograrse a tiempo.
La película contiene 3000 tomas de efectos visuales, llevados a cabo por diez estudios de efectos visuales distintos, incluidos Industrial Light & Magic (ILM), Trixter, Double Negative, Animal Logic, Framestore, Lola VFX, Territory, Perception, Method Studios, Luma Pictures, y The Third Floor. ILM abrió nuevas instalaciones en Londres, citando a Avengers: Age of Ultron como un catalizador de la expansión, y desarrolló un nuevo sistema de captura de movimiento para la película llamado Muse, que puede capturar mejor las actuaciones y combinar tomas diferentes. Ruffalo llamó al proceso de captura de movimiento "más colaborativo" debido al avance de la tecnología, ya que "la captura facial y de movimiento ahora pueden unirse, [y] te da más latitud como actor [...] tus atributos personales ya no te restringen: tu edad, peso o tamaño. Nada de eso importa ya. Así que existe todo este emocionante espacio desconocido que explorar". El supervisor de efectos visuales Christopher Townsend dijo que el equipo de efectos visuales consideró que Hulk manipulado por Wanda Maximoff tuviera la piel verde con ojos grises, pero finalmente optaron por no hacerlo, ya que no querían confundir a la audiencia que podría asociarlo con "Joe Fixit", el Hulk gris de los cómics.
Method Studios creó el interior del nuevo centro de entrenamiento de los Vengadores, hizo un diseño digital del mismo, extrajo a los personajes del set original y los colocó en el nuevo entorno generado por computadora. Method también contribuyó al nuevo traje Mark 45 de Iron Man y tuvo un papel crucial en la creación del efecto de control mental de la Bruja Escarlata. Siguiendo la tendencia de años recientes, la mayoría de las pantallas en el laboratorio de Stark, el de la Dra. Cho, el Quinjet y otras ubicaciones en la película no fueron añadidas en posproducción, sino que funcionaron realmente en el set, sumando realismo a la película y ahorrando un poco del presupuesto de posproducción. Territory Studio, con sede en Londres, ofreció los visuales de pantallas llenos de imágenes y animaciones únicas que hicieran juego con el personaje que las usara. Perception trabajó en los títulos iniciales y finales de la película. Antes de decidirse por el monumento de mármol en los créditos finales, Perception creó otras tres versiones, basadas en la habilidad de mente de colmena de Ultrón en la película, "representaciones de poder y energía pura" inspirados en clásicos paneles de cómic, y momentos clásicos de cada personaje. El diseño final se inspiró en monumentos de guerra como el Memorial de Iwo Jima. Para los títulos iniciales, Marvel quería que la tipografía fuera una continuación directa de la primera película. Perception hizo que la tipografía tuviera una textura de mármol para asemejarse a los títulos finales y cambió la rotación del título —alejarse de la cámara en vez de acercarse como en The Avengers—, antes de que "Age of Ultron" se adelante a "Avengers" con una textura de vibranio.

## Música
En marzo de 2014, Brian Tyler fue contratado para componer la música de la película, como reemplazo del compositor de la primera película, Alan Silvestri, siendo también su tercera colaboración con Marvel luego de Iron Man 3 y Thor: The Dark World en 2013. Tyler afirmó que la banda sonora homenajea a la música de John Williams para Star Wars, Superman, y Raiders of the Lost Ark y hace referencia a la música de las películas de Iron Man, Thor y Capitán América para crear un universo musical cohesivo, y dijo, "Esa es la meta sin dudas. Hay que incorporar nostalgia y hacerlo por adelantado para poder sentirse identificado". Danny Elfman también contribuyó música a la banda sonora, usando el tema de Silvestri de la primera película para crear un nuevo tema híbrido. Hollywood Records lanzó el álbum en formato digital el 28 de abril de 2015, con un lanzamiento físico el 19 de mayo.

## Marketing

### Publicidad
En la Convención Internacional de Cómics de San Diego de 2013, Whedon presentó un teaser tráiler de la película, que incluía un vistazo de un casco de Ultrón y el título del filme. Imágenes del teaser, además de una breve entrevista con Whedon, estuvieron disponibles como parte de la segunda aplicación complementaria del lanzamiento en Blu-ray de Iron Man 3 el 24 de septiembre de 2013. El 18 de marzo de 2014, ABC emitió un especial televisivo de una hora titulado Marvel Studios: Assembling a Universe, que incluía un vistazo de Avengers: Age of Ultron. El especial mostró arte conceptual de Quicksilver y la Bruja Escarlata, así como arte de Hulk luchado con el traje "Hulkbuster" de Iron Man. Harley-Davidson se asoció con Marvel para ofrecer su primera motocicleta eléctrica, el proyecto LiveWire, para que use Viuda Negra en la película. En la Comic-Con de San Diego de 2014, se presentó el elenco para promocionar la película, junto con la proyección de escenas de la película. Avengers: Age of Ultron recibió la segunda mayor cantidad de menciones en redes sociales en la convención, detrás de Batman v Superman: Dawn of Justice, pero tuvo una intención de verla más alta.
El primer avance estaba programado para estrenarse durante la transmisión de un episodio de Agents of S.H.I.E.L.D. el 28 de octubre de 2014. Sin embargo, el 22 de octubre el avance se filó en línea, y a las pocas horas Marvel lo estrenó oficialmente en YouTube. Entertainment Weekly y The Hollywood Reporter señalaron el uso efectivo de la canción "I've Got No Strings" de Pinocho (1940) en el tráiler. Scott Mendelson de Forbes sintió que el avance fue "tan típico de 'secuela oscura' que roza la parodia", pero dijo que "es una pieza de marketing bastante espectacular, que se eleva tanto por sus elecciones musicales como por la voz de James Spader como el villano titular". El tráiler recibió 43,3 millones de vistas mundiales en 24 horas, 26,2 millones del canal de YouTube de Marvel, que rompió el récord que antes tenía Iron Man 3 con 23,14 millones de vistas. En comparación, el teaser original de The Avengers fue visto 20,4 millones de veces en las 24 horas después de su debut. En respuesta, Marvel accedió a emitir escenas de Age of Ultron durante el episodio de Agents of S.H.I.E.L.D. al que el estreno del avance originalmente acompañaría. A fines de octubre, el jefe de redacción de Marvel Comics Axel Alonso afirmó que había planes de cómics relacionados para la película.
En noviembre de 2014, ABC emitió otro especial de televisión de una hora titulado Marvel 75 Years: From Pulp to Pop!, que contaba con imágenes de detrás de escenas de Age of Ultron. También en noviembre, se estrenó un tráiler extendido en el canal de YouTube de Samsung Mobile, con emplazamiento publicitario de varios dispositivos de la marca. En diciembre de 2014, se publicaron más escenas de detrás de escenas como una característica especial del Blu-ray de Guardianes de la Galaxia, destacando las varias locaciones de filmación de la película. También ese mes, ABC anunció que un episodio de Marvel's Agents of S.H.I.E.L.D. estaría relacionada con eventos de la película. Los episodios de la segunda temporada "The Frenemy of My Enemy" y "The Dirty Half Dozen" tienen "guiños, hilos argumentales y otras conexiones que conducen a la primera escena de Avengers: Age of Ultron", mientras que "Scars" explora las consecuencias de la película.
En enero de 2015, se mostró un video enfocado en Ultrón en el evento "Night With Marvel" de Samsung en el Consumer Electronics Show (CES). También allí, Samsung reveló una selección de hardware inspirado por las películas de Avengers, así como una simulación de la Torre de los Vengadores mediante su dispositivo de realidad virtual Gear VR. Un segundo avance se estrenó en ESPN el 12 de enero de 2015 durante la emisión del College Football Championship Game de 2015. Mendelson disfrutó el tráiler, pero prefería que no hubiese revelado tantos elementos de la historia. Sin embargo, añadió, "el marketing [de la película] hasta ahora ha sido muy superior a la mayoría de lo que vendió The Avengers hace tres años, tanto en términos de las escenas en sí como las decisiones artísticas tomadas [...] Me compraron, e imagino que a la mayoría del público general también".
El 3 de febrero de 2014, Marvel hizo una "publicación sigilosa" de una cómic relacionado de un volumen solo en formato digital, Avengers: Age of Ultron Prelude—This Scepter'd Isle. Escrito por Will Corona Pilgrim e ilustrado por Wellington Alves, reveló cómo Strucker obtuvo el cetro de Loki y el origen de las habilidades de los mellizos Maximoff. A fin del mes, se reveló el póster oficial de la película. Graeme McMillan de The Hollywood Reporter lo criticó por su falta de original, y lo llamó "más o menos el póster de la primera película de Avengers, excepto que con robot voladores añadidos al fondo" y el hecho de que incorporó varias de las convenciones de otros pósteres de la Fase Dos del UCM. Esto incluía a los héroes no mirando a la cámara; destrucción en el fondo y algo ocurriendo en el cielo; y mal Photoshop en el póster, destacando el hecho de que cada uno de los actores obviamente fue fotografiado por separado y luego agregados juntos a la imagen. Mendelson acordó con muchas de las observaciones de McMillan, y llamó a la edición "hilarante".
Los fanes "desbloquearon" el tráiler final el 4 de marzo de 2015, mediante el uso de etiquetas en Twitter, previo a su debut emitido durante el estreno de la serie American Crime el 5 de marzo. Mendelson sintió que "este [fue] un buen tráiler final, que da intriga de lo que ya sabemos, insinúa la escala y algunos nuevos golpes de acción sin contarnos mucho de lo que no sepamos ya" y añadió, "Aquí tenemos el cuarto y último avance de Avengers: Age of Ultron y no sabemos tanto de qué sucede en un sentido de momento a momento en los 150 minutos completos. He expresado mi preocupación el pasado octubre de que Marvel y Disney lanzarían demasiados tráiler y por defecto revelaría demasiada información de la trama y los personajes entre octubre y mayo. Pero si este es realmente el último avance de Avengers 2, entonces al menos por el lado de los tráilers relativamente no han contado toda la película". Una semana después del debut del tráiler final, Marvel reveló que éste había "destruido los récords" con más de 35 millones de vistas.
En abril de 2015, miembros del elenco le otorgaron a Downey el Premio Generación MTV en los MTV Movie Awards de 2015, y mostraron un clip exclusivo de la película. El 27 de abril, Downey y Renner junto con ejecutivos de Marvel Entertainment tocaron la campana de apertura de la Bolsa de Nueva York en celebración del estreno de la película. Disney gastó un total de $26,9 millones en publicidad televisiva para la película, de un estimado presupuesto de marketing total de $180 millones.

### Mercadería
En enero de 2015, Warner Bros. Interactive Entertainment y Traveller's Tales anunciaron una adaptación a videojuego de Lego de la primera película y Age of Ultron a estrenarse a fines de 2015 en varias consolas. En marzo de 2015, Disey dijo que planeaba ampliar su estrategia de comercialización con Avengers: Age of Ultron al expandir la demográfica a mujeres y a fanes de los superhéroes individuales que conforman los Vengadores. Paul Gitter, vicepresidente de licencias de Marvel en Disney Consumer Products, dijo, "Para la primera película, nos enfocamos principalmente en la propiedad de Avengers y las tomas grupales [...] Ahora estamos ampliando la línea y la escala para crear sesgos que se centren en el equipo y los personajes individuales, también". Disney Consumer Products se asoció con Hasbro, Lego, Hot Wheels y Funko para figuras de acción, sets de juegos y otros juguetes, y con Under Armour para atuendos. Disney estableció nuevas asociaciones en las categorías de gastronomía y productos envasados, entre ellas con Sage Fruit, ConAgra, Crunchpack, y Chobani. Los productos de consumo de Walt Disney India se asociaron con 50 marcas para promocionar la película en India, considerado el mayor que cualquier otra película —de Hollywood o Bollywood— estrenada en India (el récord previamente lo poseía Ra.One con 25 asociados). Entre esas marcas se encuentran Amazon India, la minorista de juguetes Hamleys India, la tienda de moda en línea Myntra, Hero Cycles, Mountain Dew, Liberty Shoes, Tupperware, y restaurantes Subway.

## Estreno

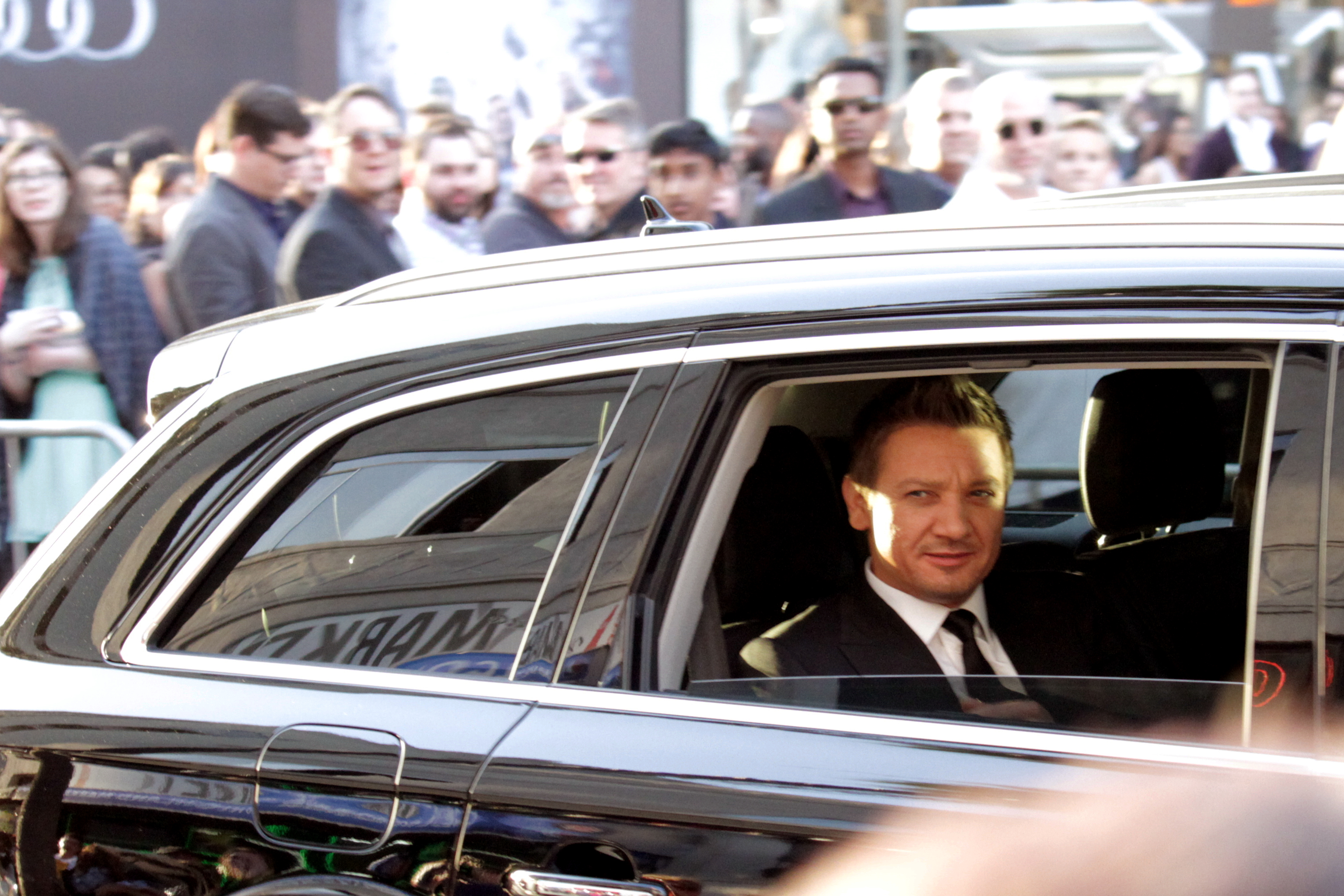
Renner llegando a la premier mundial de Avengers Age of Ultron.

Avengers: Age of Ultron tuvo su premier mundial en el Dolby Theatre en Hollywood el 13 de abril de 2015, y tuvo su premier en Europa el 21 de abril en el Vue West End en Londres. La película se estrenó en 11 territorios el 22 de abril, y llegó a 55% de su mercado internacional (11 países) para el final de su primer fin de semana, antes de estrenarse en los Estados Unidos, en 3D y IMAX 3D. En los Estados Unidos, la película debutó en 4276 cines, incluidos 2761 cines 3D, 364 IMAX, 400 de gran formato premium, y 143 ubicaciones D-Box. Muchos dueños de cines independientes en Alemania (aproximadamente 700 pantallas) boicotearon la película en respuesta a que Disney aumentase su cuota de alquiler del 47,7% al 53% de venta de entradas. Los propietarios sintieron que las "cuotas aumentadas, sumadas al costo de digitalización, y el aumento de costos de personal y marketing podrían obligarlos a dejar el negocio".
En septiembre de 2014, TNT adquirió los derechos de transmisión por cable de la película en EE. UU. para dos años después de su estreno en cines. El 4 de marzo de 2015, comenzó la venta anticipada de entradas de la película. Variety señaló, "La brecha de dos meses entre venta anticipada y el estreno es mucho más amplia que lo normal y refleja la alta anticipación de los fans" de la película.

### Formato casero
Avengers: Age of Ultron fue lanzada en descarga digital por Walt Disney Studios Home Entertainment el 8 de septiembre de 2015, y en Blu-ray y DVD en 2 de octubre de 2015. Los lanzamientos digital y Blu-ray incluyen contenido de detrás de escenas, comentario de audio, escenas eliminadas y tomas falsas. La película también formó parte de una caja recopilatoria de 13 discos, titulada "Marvel Cinematic Universe: Phase Two Collection", que incluye todas las películas de la Fase Dos del Universo cinematográfico de Marvel. Fue lanzada el 8 de diciembre de 2015. En julio de 2015, Whedon afirmó que no pretendía estrenar una versión del director, ya que, a pesar de la complejidad de la película, estaba satisfecho con la versión existente y no opinaba que necesitase retoques. Walt Disney Studios Home Entertainment lanzó la película en Ultra HD Blu-ray el 14 de agosto de 2018.

## Recepción

### Taquilla
Avengers: Age of Ultron recaudó USD 459 millones en los Estados Unidos y Canadá, y USD 943,8 millones en otros territorios, para un total mundial de USD 1402 millones. Se convirtió en la quinta película más taquillera mundialmente y la cuarta más taquillera de 2015. El debut mundial de Avengers: Age of Ultron de USD 392,5 millones fue el séptimo mayor en la historia. La película rompió un récord mundial del primer fin de semana en IMAX con USD 25,2 millones (antes poseído por The Dark Knight Rises) y también rompió el récord de la película en ganar más de USD 40 millones más rápido en cines IMAX, lo que logró en 12 días. Según ciertos analistas, la recaudación del fin de semana de estreno fue más baja de lo esperado debido al combate de boxeo entre Floyd Mayweather y Manny Pacquiao. Deadline Hollywood calculó que las ganancias netas de la película fueron USD 382,32 millones, contando presupuestos de producción, publicidad, participación de talento y otros costos, contra las recaudaciones de taquilla y ganancias secundarias de venta casera, colocándola cuarta en su lista de "superproducciones más valiosas" de 2015.
El 15 de mayo de 2015, Avengers: Age of Ultron se convirtió en la decimoprimera película en la historia del cine, la tercera de Marvel Studios y la octava distribuida por Disney en cruzar el umbral de los USD 1000 millones en taquilla.

#### Norteamérica
Avengers: Age of Ultron ganó USD 84,46millones en su día de estreno, marcando el mayor debut para una película de superhéroes, y el segundo mejor debut y segunda mejor recaudación de un día, detrás de Harry Potter y las reliquias de la Muerte: parte 2 (USD 91,7millones). La recaudación del día viernes incluyó USD 27,6 millones del jueves por la noche, que comenzó a las 7p.m., fue el mayor entre las películas de Marvel y el sexto mayor en general. La película tuvo un total de USD 191,3 millones en su fin de semana de estreno, la tercera mayor recaudación detrás de Jurassic World (USD 208,8 millones) y The Avengers (USD 207,4 millones). También vio el segundo mayor total de primer fin de semana en IMAX con USD 18 millones (detrás de The Dark Knight Rises), un récord de USD 13,5 millones de cines de gran formato premium y la mayor suma por el primer fin de semana en mayo, representando el 85% de las doce mayores ganancias totales de taquilla (antes poseído por Spider-Man 3). De la audiencia el primer fin de semana, 59% fueron hombres, 41% fueron mujeres y 59% tenían más de 25 años.
En su segundo fin de semana, la película tuvo una caída del 59%, con una ganancia de USD 77,7 millones, que fue la segunda mayor recaudación de segundo fin de semana detrás de los USD 103 millones de The Avengers (ambas fueron superadas un mes después por los USD 106,6 millones de Jurassic World). Mantiene el récord del segundo mayor declive del primer al segundo fin de semana con USD 113,6 millones, solo detrás de la pérdida de USD 121 millones de Harry Potter y las reliquias de la Muerte: parte 2 en 2011. Se convirtió en la tercera película más taquillera de 2015.

#### Otros territorios
Avengers: Age of Ultron ganó USD 200,2 millones en su primer fin de semana de 44 países, ocupando el primer puesto en todos ellos, que fue un 44% superior al estreno de su predecesora. Además, la película fue el mayor estreno internacional en IMAX afuera de China con USD 10,4 millones. Los países con mayores ganancias fueron Corea del Sur (USD 28,2 millones), el Reino Unido (USD 27,3 millones) y Rusia (USD 16,2 millones). La película rompió récords en varios países, entre ellos récords del primer día en México (USD 6,8 millones), Filipinas (USD 1,6 millones) e Indonesia (USD 900 000); récords del primer fin de semana en México (USD 25,5 millones), Rusia y la CEI (USD 16,2 millones), Hong Kong (USD 6,4 millones) y Filipinas (USD 7,7 millones); y el mayor fin de semana de estreno del género de superhéroes en el Reino Unido, Irlanda y Malta (USD 27,3 millones), Alemania (USD 9,3 millones), Suecia, Noruega, y Países Bajos.
En el Reino Unido, donde Age of Ultron se filmó, recadó USD 5,4 millones en su primer día y USD 27,3 millones durante el fin de semana, lo que fijó un récord del primer fin de semana en el género de superhéroes, el mayor estreno de Marvel en Gran Bretaña, el mayor estreno de abril, y el octavo mayor debut. También fue la mayor ganancia de un día para una película de Disney y de superhéroes con su suma de USD 9,4 millones el sábado. En Corea del Sur, también lugar de parte del rodaje, la película ganó USD 4,9 millones en su primer día y USD 28,2 millones a lo largo del fin de semana. Tuvo el récord de venta anticipada de entradas, representando el 96% de entradas reservadas y rompiendo el récord del 94,6% de Transformers: el lado oscuro de la luna en 2011; el estreno más amplio, en 1826 pantallas, también rompiendo el récord de las 1420 pantallas de el lado oscuro de la luna, y la película importada en superar más rápido el millón de admisiones, lo que logró en dos días; ocupó el primer puesto en taquilla por tres fin de semanas consecutivos, y se convirtió en el mayor estreno de Disney/Marvel así como la segunda mayor película occidental en el país. El estreno en China fue el segundo mayor día de estreno en un día de semana, así como el mayor estreno de Disney/Marvel, con USD 33,9 millones, y el segundo mayor comienzo de seis días con USD 156,3 millones (detrás de Furious 7) de los cuales USD 17,5 millones salieron de cines IMAX, la mayor cantidad de la historia. Age of Ultron también debutó en el primer puesto en Japón a principios de julio de 2015 con USD 6,5 millones, el mayor fin de semana de estreno para un estreno del UCM. Es la octava película más taquillera, y la cuarta más taquillera de 2015. Sus mayores mercados fueron China (USD 240,1 millones), Corea del Sur (USD 78 millones), y el Reino Unido, Irlanda y Malta (USD 76,6 millones).

### Crítica
El recopilador de críticas Rotten Tomatoes informó un porcentaje de aprobación del 75% basado en 347 reseñas, con un puntaje promedio de 6,7/10. El consenso crítico del sitio dice, "Exuberante y llamativa, Avengers: Age of Ultron ofrece una secuela sobrecargada, pero satisfactoria en general, reuniendo al abultado elenco de su predecesora con algunas nuevas adiciones y un digno enemigo". Metacritic, que usa una media ponderada, le asignó una puntuación de 66 de 100 basada en 49 críticos, indicando "reseñas generalmente favorables". Las audiencias encuestadas por CinemaScore le dieron a la película una nota promedio de "A" en una escala entre A+ y F, mientras que PostTrak informó que los espectadores le dieron un puntaje positivo de 90% y una "recomendación definitiva" de 79%.
Todd McCarthy de The Hollywood Reporter comentó, "Avengers: Age of Ultron triunfa en la prioridad principal de crear un digno oponente a sus superhéroes y darle a estos cosas nuevas que hacer, pero esta vez las escenas de acción no siempre están a la altura". Scott Foundas de Variety escribió, "Su así es como se ve la apoteosis del entretenimiento de grandes estudios en 2015, podría ser mucho peor. A diferencia de su personaje titular, Age of Ultron definitivamente tiene alma". Desde el Chicago Sun-Times, Richard Roeper le dio a la película tres estrellas y media de cuatro, y dijo, "Algún día, una película de Avengers podría colapsarse bajo el peso de su propia genialidad. Quiero decir, ¿cuántas veces pueden salvar el mundo? Pero este no es ese día". Peter Travers de Rolling Stone escribió, "Age of Ultron es todo un verano de fuegos artificiales comprimido en una película. No solo llega a 11, comienza allí. [Joss Whedon] toma algunas decisiones equivocadas, creando un revoltijo cuando la acción se espesa demasiado. Pero se recupera como un profesional, ideando un espectáculo épico en todo sentido de la palabra". Matt Zoller Seitz de RogerEbert.com le dio a la película tres estrellas de cuatro, y dijo que a pesar de ser "más grande, ruidosa y desarticulada" que su predecesora, "también tiene más personalidad —en especial de Whedon— que cualquier otra película en la franquicia que cumple siete años". Helen O'Hara de Empire elogió las interacciones entre los personajes, las escenas de acción y la capacidad de Whedon como director en su reseña, y afirmó que la película "redefine la escala que podemos esperar de nuestros superhéroes".
Por otro lado, Kenneth Turan de Los Angeles Times dijo, "Aunque esta película es efectiva de momento a momento, muy poco perdura en la mente después. El aparato ideal para nuestra era de sensaciones inmediatas y gratificación instantánea, desaparece sin rastro casi apenas es consumido". Scott Mendelson de Forbes comentó, "Avengers: Age of Ultron se desarrolla como una obligación, una casilla a marcar en una lista antes de que todas las partes pasen a las cosas que realmente quieren hacer". Manohla Dargis de The New York Times escribió, "Esta Avengers no siempre resalta como pasaba en momentos de la primera, en parte porque su villano no es tan memorable, a pesar de la pulcra amenaza del señor Spader". Camilla Long de The Sunday Times remarcó, "Dos horas de aburrimiento y tonterías resultan en una base lamentable para la nueva película de Avengers". Al igual que el estreno de Guardianes de la Galaxia, la película recibió reseñas mixtas en China, debido a las malas traducciones que, calificadas de demasiado literales, parecían "haberse hecho en el Traductor de Google".

### Premios y nominaciones
En diciembre de 2015, la Academia de Artes y Ciencias Cinematográficas colocó a Avengers: Age of Ultron en su lista de posibles nominadas al Óscar a los mejores efectos visuales en los 88.º Premios Óscar, pero finalmente no quedó nominada al premio.
| Año  | Premio                                                  | Categoría                                                     | Receptor(es)                                                                                  | Resultado | Ref(s)  |
| ---- | ------------------------------------------------------- | ------------------------------------------------------------- | --------------------------------------------------------------------------------------------- | --------- | ------- |
| 2015 | Teen Choice Awards                                      | Mejor película de ciencia ficción/fantasía                    | Avengers: Age of Ultron                                                                       | Nominada  | [ 273 ] |
| 2015 | Teen Choice Awards                                      | Mejor actor de ciencia ficción/fantasía                       | Chris Hemsworth                                                                               | Nominado  | [ 273 ] |
| 2015 | Teen Choice Awards                                      | Mejor actor de ciencia ficción/fantasía                       | Robert Downey Jr.                                                                             | Nominado  | [ 273 ] |
| 2015 | Teen Choice Awards                                      | Mejor actriz de ciencia ficción/fantasía                      | Scarlett Johansson                                                                            | Nominada  | [ 273 ] |
| 2015 | Teen Choice Awards                                      | Mejor ladrón de escenas                                       | Chris Evans                                                                                   | Ganador   | [ 274 ] |
| 2015 | Teen Choice Awards                                      | Mejor revelación                                              | Elizabeth Olsen                                                                               | Nominada  | [ 274 ] |
| 2015 | Premios de la Academia Australiana de Cine y Televisión | Mejores efectos visuales o animación                          | Christopher Townsend, Ryan Stafford, Paul Butterworth y Matt Estela                           | Nominados | [ 275 ] |
| 2015 | Kid's Choice Awards México                              | Película favorita                                             | Avengers: Age of Ultron                                                                       | Nominada  |         |
| 2016 | People's Choice Awards                                  | Película favorita                                             | Avengers: Age of Ultron                                                                       | Nominada  | [ 276 ] |
| 2016 | People's Choice Awards                                  | Película de acción favorita                                   | Avengers: Age of Ultron                                                                       | Nominada  | [ 276 ] |
| 2016 | People's Choice Awards                                  | Actor favorito                                                | Robert Downey Jr.                                                                             | Nominado  | [ 276 ] |
| 2016 | People's Choice Awards                                  | Actriz favorita                                               | Scarlett Johansson                                                                            | Nominada  | [ 276 ] |
| 2016 | People's Choice Awards                                  | Actor de acción favorito                                      | Robert Downey Jr.                                                                             | Nominado  | [ 276 ] |
| 2016 | People's Choice Awards                                  | Actor de acción favorito                                      | Chris Hemsworth                                                                               | Ganador   | [ 276 ] |
| 2016 | People's Choice Awards                                  | Actriz de acción favorita                                     | Scarlett Johansson                                                                            | Nominada  | [ 276 ] |
| 2016 | Premios Annie                                           | Mejores efectos animados en una producción de imagen real     | Michael Balog, Jim Van Allen, Florent Andorra, Georg Kaltenbrunner, for Sokovia's destruction | Ganadores | [ 277 ] |
| 2016 | Premios Annie                                           | Mejor animación de personaje en una producción de imagen real | Hulk – Jakub Pistecky, Gang Trinh, Craig Penn, Mickael Coedel, Yair Gutierrez                 | Nominados | [ 277 ] |
| 2016 | Premios Annie                                           | Mejor animación de personaje en una producción de imagen real | Ultrón – Peter Tan, Boonyiki Lim, Sachio Nishiyama, Byounghee Cho, Roy Tan                    | Nominados | [ 277 ] |
| 2016 | Visual Effects Society                                  | Mejor actuación animada en una película fotorreal             | Jakub Pistecky, Lana Lan, John Walker, Sean Comer                                             | Nominados | [ 278 ] |
| 2016 | Visual Effects Society                                  | Mejor simulación de efectos en una película fotorreal         | Michael Balog, Jim Van Allen, Florent Andorra, Georg Kaltenbrunner                            | Nominados | [ 278 ] |
| 2016 | Visual Effects Society                                  | Mejores modelos en un proyecto fotorreal o animado            | Hulkbuster – Howie Weed, Robert Marinic, Daniel González, Myriam Catrin                       | Nominados | [ 278 ] |
| 2016 | Kids' Choice Awards                                     | Película favorita                                             | Avengers: Age of Ultron                                                                       | Nominada  | [ 279 ] |
| 2016 | Kids' Choice Awards                                     | Actor favorito                                                | Chris Evans                                                                                   | Nominado  | [ 279 ] |
| 2016 | Kids' Choice Awards                                     | Actor favorito                                                | Chris Hemsworth                                                                               | Nominado  | [ 279 ] |
| 2016 | Kids' Choice Awards                                     | Actor favorito                                                | Robert Downey Jr.                                                                             | Nominado  | [ 279 ] |
| 2016 | Kids' Choice Awards                                     | Actriz favorita                                               | Scarlett Johansson                                                                            | Nominada  | [ 279 ] |
| 2016 | Premios Saturn                                          | Mejor película basada en un cómic                             | Avengers: Age of Ultron                                                                       | Nominada  | [ 280 ] |
| 2016 | Premios Saturn                                          | Mejor actor de reparto                                        | Paul Bettany                                                                                  | Nominado  | [ 280 ] |
| 2016 | Premios Saturn                                          | Mejor diseño de vestuario                                     | Alexandra Byrne                                                                               | Ganadora  | [ 280 ] |
| 2016 | Premios Saturn                                          | Mejores efectos especiales                                    | Paul Corbould, Chris Townsend, Ben Snow, Paul Butterworth                                     | Nominados | [ 280 ] |
| 2016 | MTV Movie Awards                                        | Película del año                                              | Avengers: Age of Ultron                                                                       | Nominada  | [ 281 ] |
| 2016 | MTV Movie Awards                                        | Mejor héroe                                                   | Chris Evans                                                                                   | Nominado  | [ 281 ] |
| 2016 | MTV Movie Awards                                        | Mejor villano                                                 | James Spader                                                                                  | Nominado  | [ 281 ] |
| 2016 | MTV Movie Awards                                        | Mejor actuación virtual                                       | James Spader                                                                                  | Nominado  | [ 281 ] |
| 2016 | MTV Movie Awards                                        | Reparto coral                                                 | Avengers: Age of Ultron                                                                       | Nominada  | [ 281 ] |
| 2016 | MTV Movie Awards                                        | Mejor pelea                                                   | Robert Downey Jr. vs. Mark Ruffalo                                                            | Nominados | [ 281 ] |
| 2016 | Premios Hugo                                            | Mejor representación dramática - Largometraje                 | Avengers: Age of Ultron                                                                       | Nominada  | [ 282 ] |

## Secuelas
Avengers: Infinity War y Avengers: Endgame fueron dirigidas por Anthony y Joe Russo, con un guion de Christopher Markus y Stephen McFeely. Infinity War se estrenó el 27 de abril de 2018, y su secuela se estrenó 26 de abril de 2019. La mayoría del elenco regresa para Infinity War, con actores y personajes adicionales que se unen de otras películas del UCM.